# Tiruchanur
Tiruchanur es una ciudad censal situada en el distrito de Chittoor en el estado de Andhra Pradesh (India). Su población es de 22963 habitantes (2011). Se encuentra a 65 km de Chittoor y a 117 km de Chennai. 

## Demografía
Según el censo de 2011 la población de Tiruchanur era de 22963 habitantes, de los cuales 12358 eran hombres y 10605 eran mujeres. Tiruchanur tiene una tasa media de alfabetización del 83,32%, superior a la media estatal del 67,02%: la alfabetización masculina es del 88,62%, y la alfabetización femenina del 77,10%.